# Universidad Técnica de Toyohashi
La Universidad Técnica de Toyohashi, en inglés: Toyohashi University of Tecnnology, (豊橋技術科学大学; Toyohashi Gijutsu Kagaku Daigaku), a menudo abreviado en Toyohashi Tech, o TUT, es un Instituto de Tecnología público localizado en Toyohashi, Aichi, Japón. Conocida por su alta especialización, más del 80% de los estudiantes cursan estudios de 5 años, llamados popularmente kōsens, la Universidad Técnica de Toyohashi es una de las dos únicas universidades técnicas de Japón. La otra es la Universidad Técnica de Nagaoka.

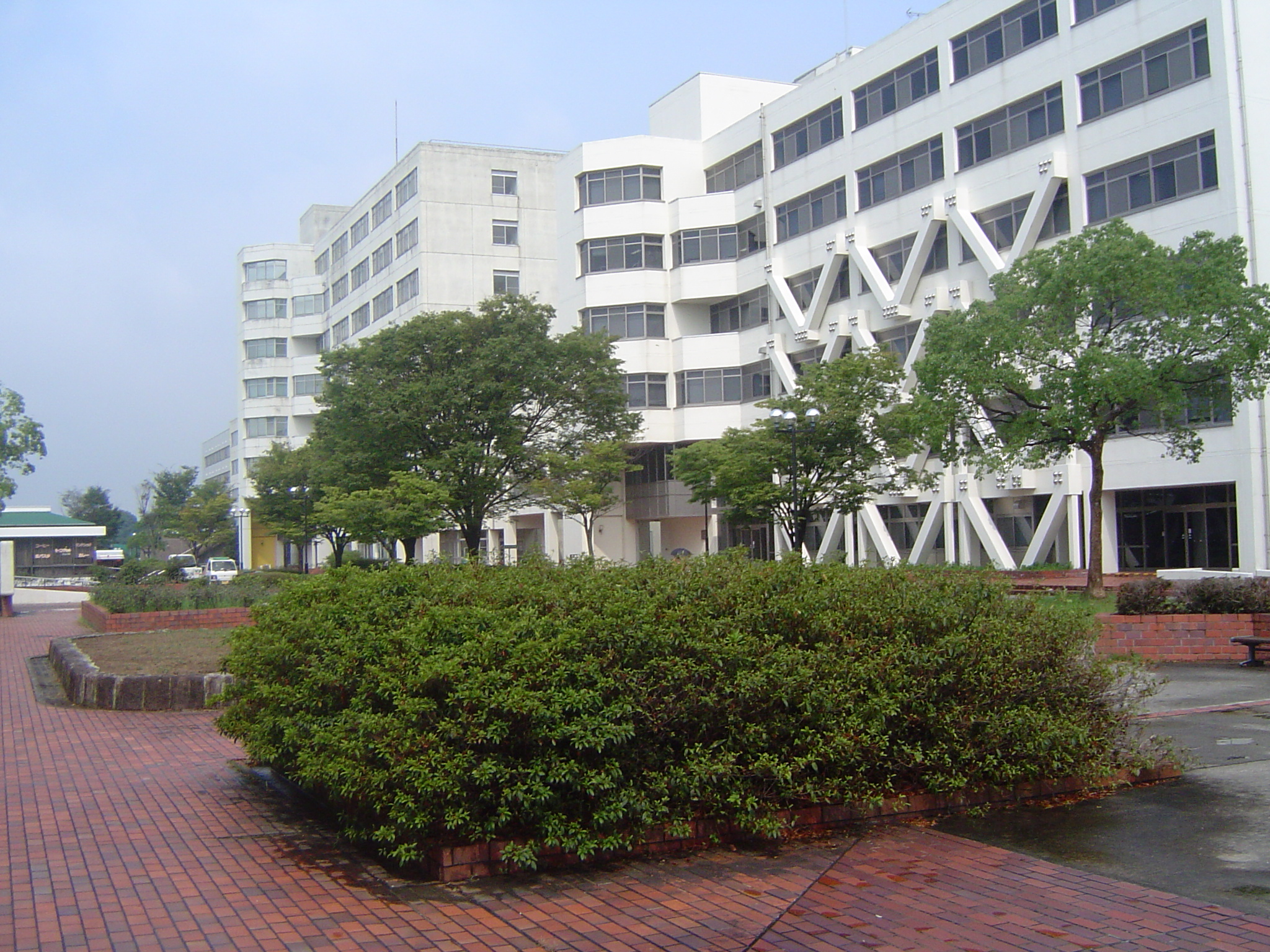

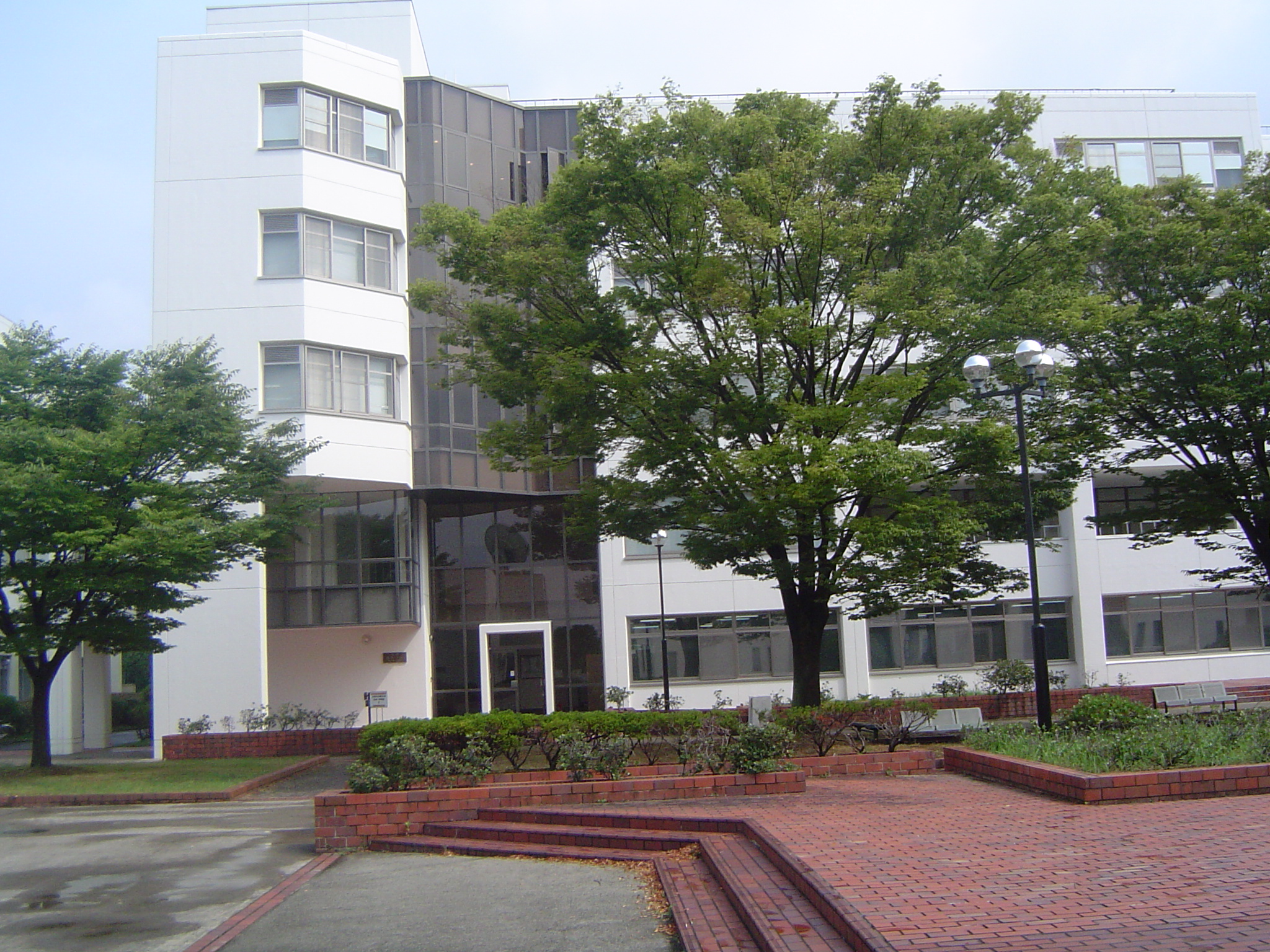
Uno de los edificios de la Universidad Técnica de Toyohashi.

## Historia
La Universidad Técnica de Toyohashi, también conocida por el localismo de Gikadai (技科大), fue fundada el 1 de octubre de 1976, tras hacerse pública la decisión ministerial en 1974. La petición de una nueva universidad fue formulada en 1972 por las autoridades educativas y el ministro de Educación.

## Organización

### Escuelas de grado
Los departamentos de Ingeniería están reconstruidos a 5 departamentos nuevos de abril de 2010.
- Facultad de Ingeniería
  - Departamento de Ingeniería Mecánica
    - Curso de Diseño de Sistema mecánico
    - Material y Fabricando Curso
    - Control de sistema y Curso de Robótica
    - Entorno y Curso de Energía

  - Departamento de Información Eléctrica y Electrónica Ingeniería
    - Curso de Materiales electrónicos
    - Curso de Sistema eléctrico
    - Curso de Electrónica integrada
    - Información y Sistema de Comunicación Curso

  - Departamento de Informática e Ingeniería
    - Ordenador y Ciencia de Información Curso
    - Información y Ciencia de Sistemas Curso

  - Departamento de Medioambiental y Ciencias de Vida
    - Curso de Desarrollo sostenible
    - Vida y Ciencia de Materiales Curso

  - Departamento de Arquitectura e Ingeniería Civil
    - Arquitectura y Construyendo Curso
    - Ingeniería civil y Medioambiental Curso

### Escuelas de licenciados
- Maestro es y Doctoral Programas
  - Departamento de Ingeniería Mecánica
  - Departamento de Información Eléctrica y Electrónica Ingeniería
  - Departamento de Informática e Ingeniería
  - Departamento de Medioambiental y Ciencias de Vida
  - Departamento de Arquitectura e Ingeniería Civil

### Institutos de investigación
Electrónica-Instituto de Búsqueda Interdisciplinario Inspirado
- Electrónica-Instituto de Búsqueda Interdisciplinario Inspirado (EIIRIS)
- Aventura Laboratorio Empresarial (VBL)
- Centro de incubación para Negocio de Aventura

Organización para Asuntos Internacionales
- Centro de Cooperación internacional para Desarrollo de Educación de la Ingeniería
- Centro para Relaciones Internacionales

Organización para Desarrollo de tecnología y Búsqueda Innovadoras
- Centro de Facilidad de Búsqueda cooperativo
- Centro de búsqueda para Ciudad de Vehículo Futuro
- Centro de búsqueda para Collaborative Administración de Riesgo del área
- Centro para Búsqueda de Simbiosis de robot Humano
- Centro de búsqueda para Agrotechnology y Biotecnología

Biblioteca Universitaria y Centro de Computación
- Biblioteca universitaria
- Información y Centro de medios de comunicación

Otro
- Centro de Educación Física, Deportes y Salud

## Notable alumni

### Academia
- Daisuke Takahashi - científico e informátco
- Tomoyoshi Soga - farmacéutico en Keio Universitario investigando metabolomics

### Literatura
- Otsuichi - novelista

### Medios de comunicación
- Masayuki Ishii - periodista

## Presidentes
1. Yoneichiro Sakaki (1976–1984)
2. Namio Honda (1984–1990)
3. Shin'ichi Sasaki (1990–1996)
4. Keishi Gotō (1996–2002)
5. Tatau Nishinaga (2002–2008)
6. Yoshiyuki Sakaki (2008–presente)